# Apeadero de Alhos Vedros
El Apeadero de Alhos Vedros, también conocido como Estación de Alhos Vedros, es una infraestructura de la Línea de Alentejo, que sirve a la localidad de Alhos Vedros, en el Distrito de Setúbal, en Portugal.

## Características y servicios
Este apeadero es utilizado por composiciones de la Línea de Sado, un servicio urbano asegurado por la operadora Comboios de Portugal.

## Historia
Se inserta en el tramo entre Barreiro y Bombel de la Línea de Alentejo, que fue abierto a la explotación el 15 de junio de 1857.
El 16 de junio de 2008, la Red Ferroviaria Nacional demolió las antiguas instalaciones de este apeadero, construyendo en su lugar una nueva plataforma, con el mismo nombre, para servir a la localidad. Estas acciones, que se encuadran en un proyecto de electrificación y modernización de estaciones y apeaderos entre Barreiro y Pinhal Novo por parte de la entidad, fueron recibidas con protestas por parte de la población y de la alcaldía de Moita.